# Prowincja Stołeczna (Jordania)
Prowincja Stołeczna (arab. محافظة العاصمة) – prowincja (muhafaza) w Jordanii w środkowej części kraju. Stolicą administracyjną jest Amman, będący jednocześnie stolica kraju.
Populacja szacowana jest na około 2 mln mieszkańców na powierzchni 8231 km².
Prowincja Stołeczna jest największą pod względem liczby ludności prowincją w Jordanii.
Ważniejsze miasta prowincji to: Amman (stolica) i Al-Kuwajsima.